# Rhegmoclema hirtipenne
Rhegmoclema hirtipenne är en tvåvingeart som beskrevs av Cook 1971. Rhegmoclema hirtipenne ingår i släktet Rhegmoclema och familjen dyngmyggor. Inga underarter finns listade i Catalogue of Life.